# Louis-Jules André

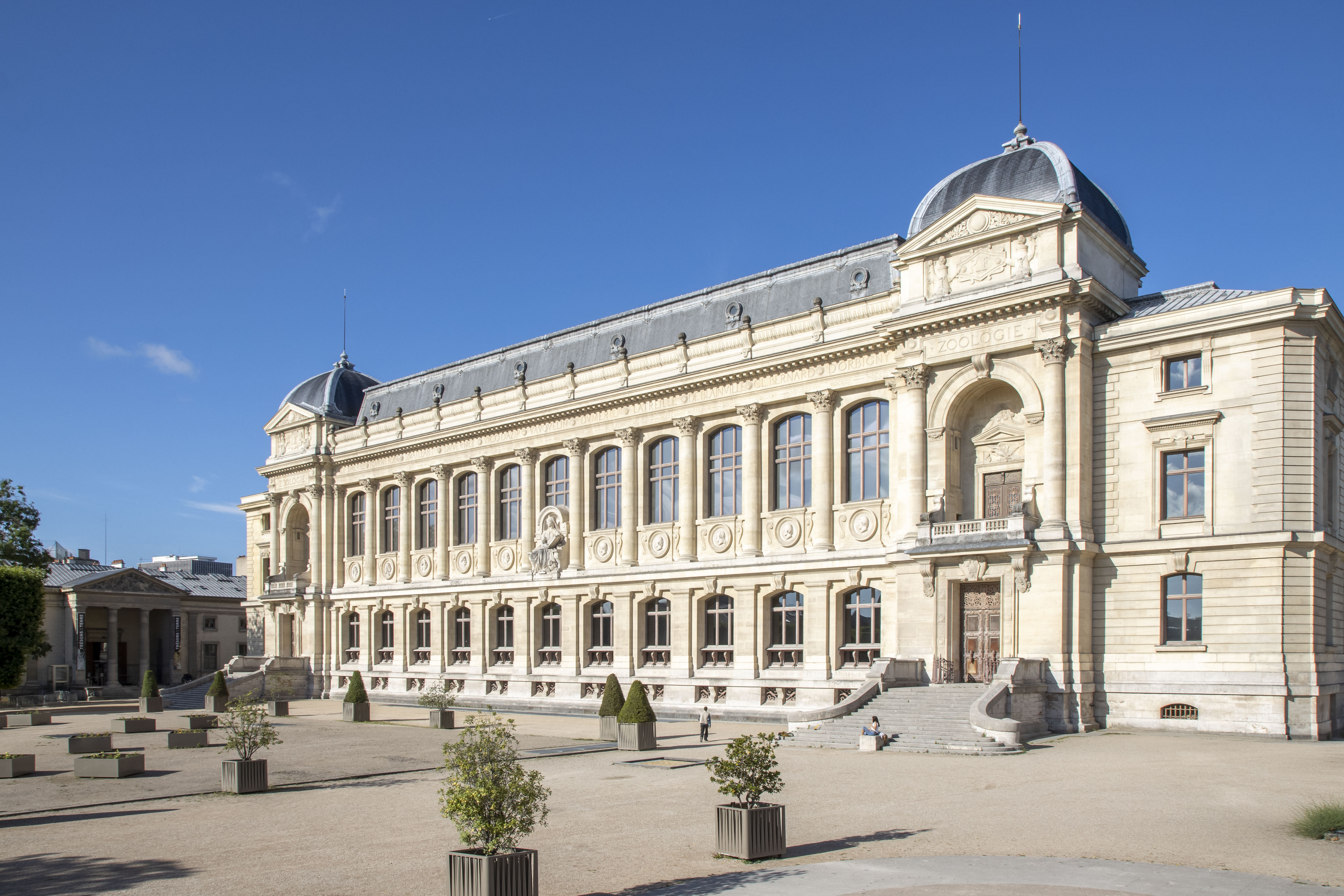
Esterni della Grande Galerie de l'èvolution

Louis-Jules André (Parigi, 24 giugno 1819 – Parigi, 30 gennaio 1890) è stato un architetto francese.

## Biografia
Nato a Parigi, frequentò la École des Beaux-Arts e vinse il Prix de Rome in architettura nel 1847, durante il suo percorso presso l'Accademia di Francia a Roma a Villa Medici dal 1848 al 1852, spese parte del suo tempo in Sicilia e in Grecia.
È noto particolarmente per aver progettato la Grande Galerie de l'èvolution del Museo nazionale di storia naturale di Francia nel 1872, con il sostegno del presidente Adolphe Thiers.

## Progetti
- Monumento ai caduti francesi del Parco Villa Doria Pamphilj, Roma, 1851 [1]
- Laboratorio di rettili nel Jardin des Plantes, Parigi, 1870-1874
- Galerie de Zoologie del Museo nazionale di storia naturale di Francia, Parigi, 1877-1899
- Giardino d'inverno nel Jardin des Plantes, Parigi, 1881-1889
- Grande voliera nella Ménagerie du Jardin des Plantes, Parigi, 1888